# Aiton, Cluj
Aiton (în maghiară Ajton, în germană Eiten) este satul de reședință al comunei cu același nume din județul Cluj, Transilvania, România.

## Date geografice
Altitudinea medie: 626 m.
În perimetrul acestei localități s-a pus în evidență prezența unui masiv de sare gemă și a unor izvoare sărate.

## Istoric
Pe teritoriul satului au fost descoperite urmele mai multor vechi așezări din neolitic (cultura Turdaș, mileniul al IV-lea î.e.n.), din epoca bronzului, din epoca fierului (Hallstatt și La Tène), din perioada stăpânirii romane și din timpul migrațiilor. Tot aici au mai fost scoase la iveală un mormânt de incinerație (sec. I î.e.n. - sec. I e.n.) și o villa rustica, în care s-a găsit o fructieră dacică (sec. II î.e.n.).
În perioada romană localitatea se afla pe drumul roman Potaissa - Napoca. Inițial, o porțiune a acestuia a fost lăsată descoperită în curtea vecină cu cea a școlii, marcată de o colonetă ce reproduce inscripția de pe borna kilometrică din anul 108, însă acum micul sit este acoperit de deșeuri. Aici a fost centrul unei unități spaniole ecvestre.
Prima menționare documentară a satului Aiton cu numele Villa Ohthunth este din 1320, iar în 1329 cu toponimul Ahthon. Din 1456 apare sub denumirea actuală Ayton. În 1658 localitatea a fost arsă la o invazie a turcilor și tătarilor.
Pe Harta Iosefină a Transilvaniei din 1769-1773 (Sectio 095) apare sub numele de Ajton. La nord și la sud-est de sat pe hartă sunt marcate prin "Gericht" și prin semnul π două locuri publice de pedepsire a delicvenților în perioada medievală.

### Monumente istorice
Următoarele obiective au fost înscrise pe Lista monumentelor istorice din județul Cluj, elaborată de Ministerul Culturii din România în anul 2015:
- Situl arheologic din punctul "Șurilor" (cod LMI CJ-I-s-B-06937)
- Situl arheologic din punctul "Deasupra Morii" (cod LMI CJ-I-s-B-06938)
- Situl arheologic din punctul "Între pâraie" (cod LMI CJ-I-s-A-06939)
- Vestigiile drumului roman Napoca - Potaissa (cod LMI CJ-I-s-B-06940)
- Biserica Reformată-Calvină (cod LMI CJ-II-m-B-07515)

### Monumente dispărute
- "Conacul Sandor" din satul Aiton este înscris pe "Lista monumentelor istorice dispărute", elaborată de Ministerul Culturii și Cultelor în anul 2004 (datare: sec. XVIII, cod 13B0271)[3].
- Biserica de lemn din Aiton (cod LMI CJ-II-m-B-07513)

### Miliarul de la Aiton

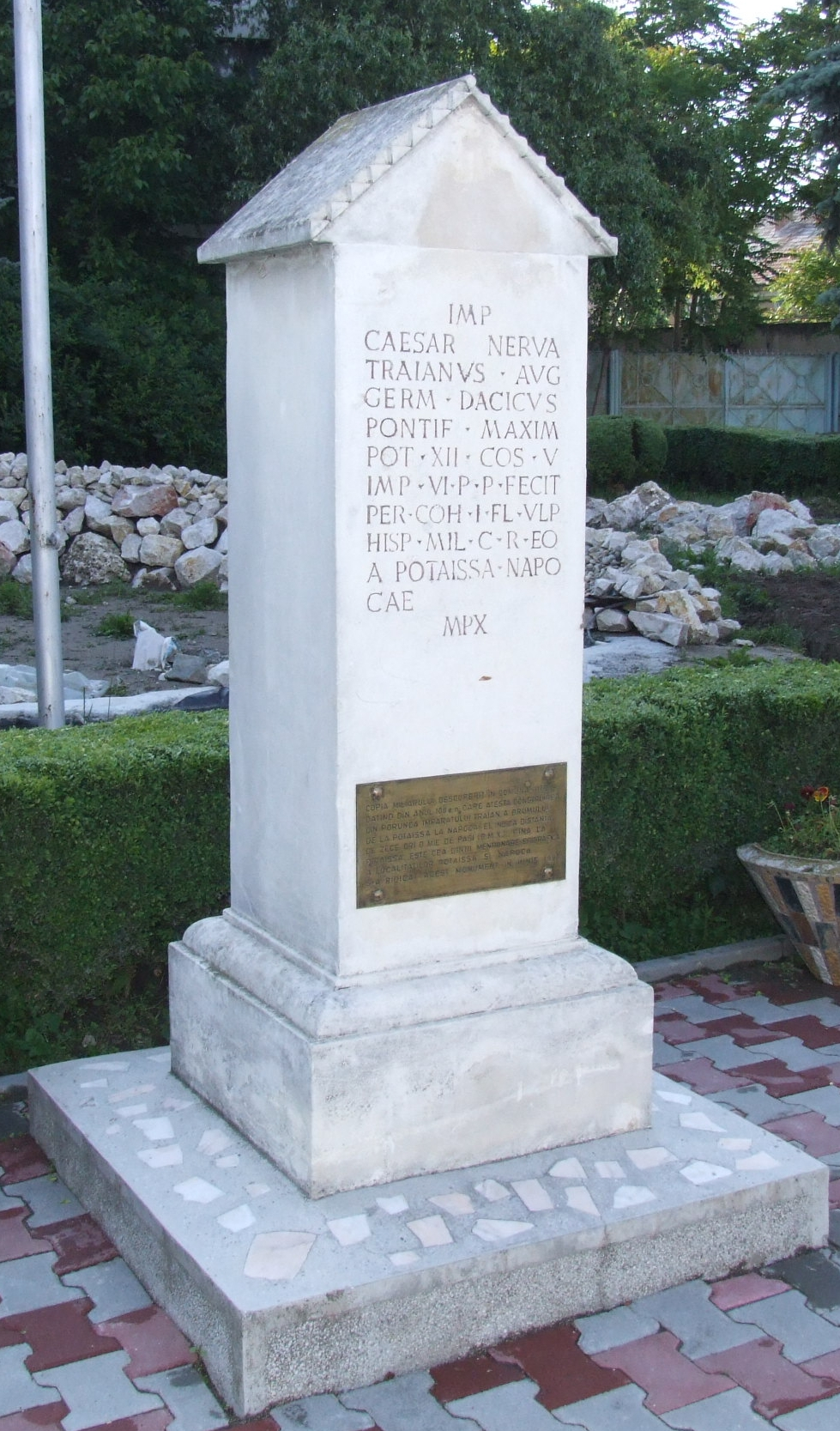
Miliarul de la Aiton
(copia de la Turda)

Stâlpul miliar descoperit de profesorul de religie Mihály Szathmári Pap (1737-1812) în anul 1758 la Aiton, marchează distanța de la Potaissa la Aiton, constituind prima atestare documentară a castrelor Potaissa și Napoca. Nu se cunoaște locul exact din sat unde a fost descoperit. A ajuns apoi la Cluj. Căutând piesa în anii 20-30 din secolul al XX-lea, Constantin Daicoviciu nu a reușit să o mai găsească în grădina din Cluj unde se știa că era amplasată. Originalul miliarului probabil s-a pierdut.
Desenul original cu inscripția de pe miliar aparține descoperitorului Mihály Szathmári Pap. În anul 1773 istoricul ardelean Johann Seivert (1735-1785) a văzut desenul lui Mihály Szathmári Pap și l-a reprodus într-un manuscris. 
Informația despre existența acestui miliar a fost preluată de Theodor Mommsen în 1873 și înregistrată în CIL (Corpus Inscriptionum Latinarum) volumul III, textul 1627, Berlin.
Cercetătoarea clujeană Iudita Winkler a descoperit, prin anii 1970-1980, desenul din 1773, realizat de Johann Seivert, în manuscrisul acestuia, care este păstrat la Biblioteca Centrală Universitară din Cluj, desen pe care l-a publicat apoi în 1982.
Există 3 copii ale miliarului: 

- o copie identică cu originalul, de formă cilindrică, din beton, executată prin anii 1970 din inițiativa profesorului de istorie Tiberiu Cerghi de la școala din Aiton; copia se află în curtea școlii din Aiton.

- o copie de formă dreptunghiulară, așezată în anul 1993 în Piața 1 Decembrie din Turda (în fața Poștei).

- o copie de formă dreptunghiulară, așezată în anul 2010 în fața primăriei din Aiton.

## Lăcașuri de cult

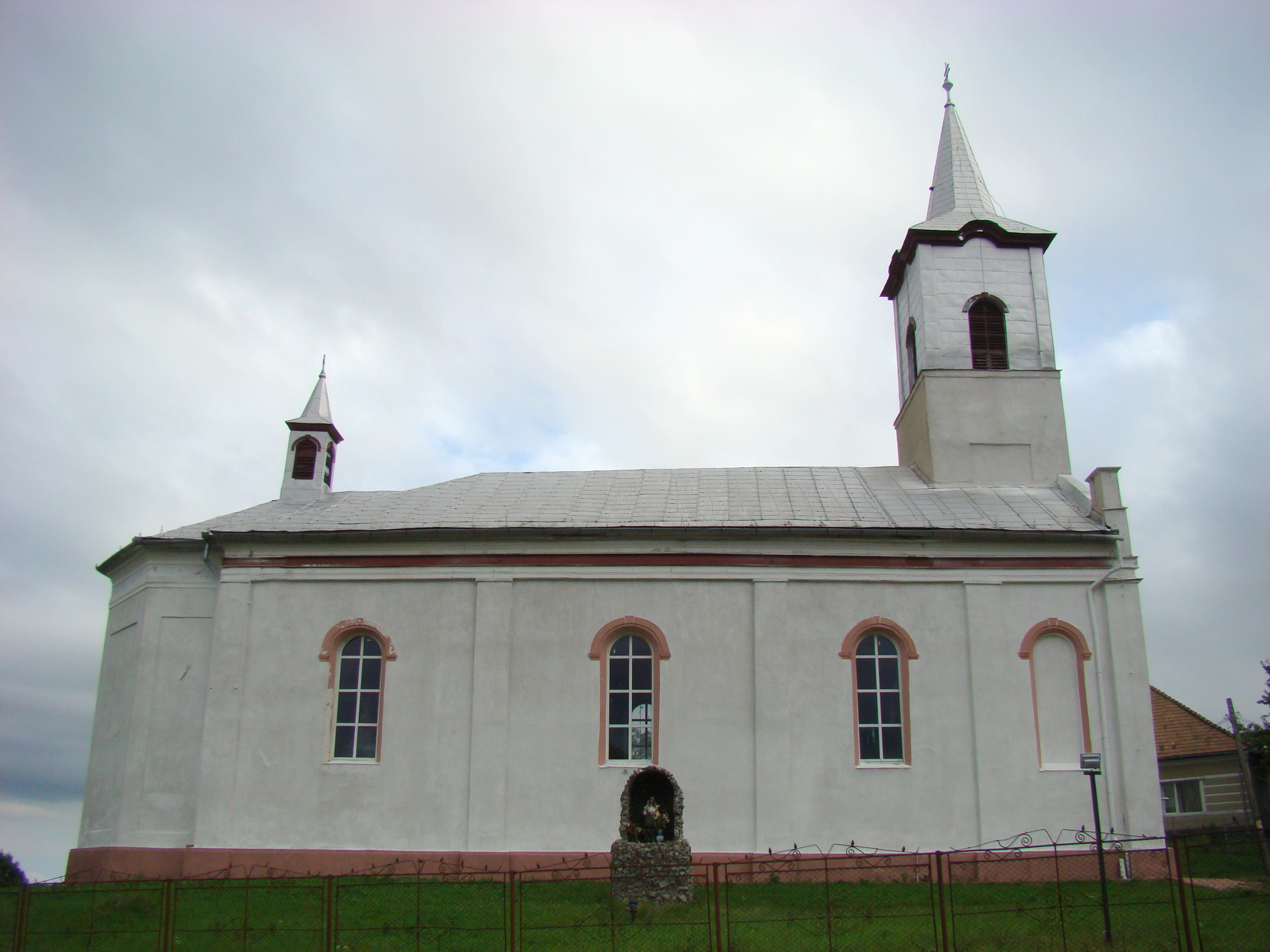
Biserica greco-catolică „Sfântul Nicolae”

- Biserica Reformată-Calvină (str. Principală nr. 161), cu portalul vestic în stil romanic. Forma actuală a construcției datează din anul 1598. Tavan casetat este din anul 1793, operă a maeștrilor Hajdu și Samuel Besti. Biserica este înscrisă pe lista monumentelor istorice din județul Cluj (2010).

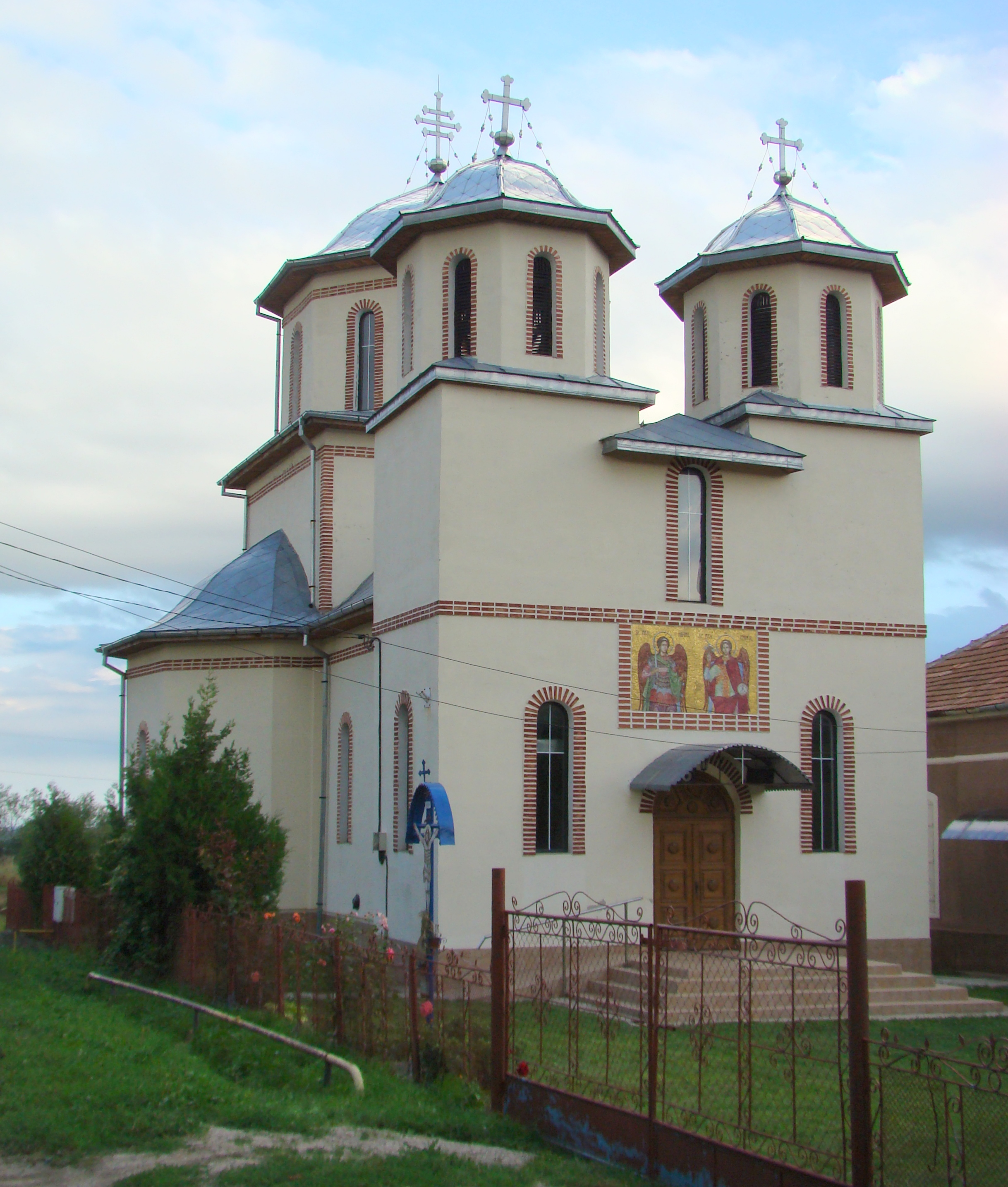
Biserica „Sfinții Arhangheli Mihail și Gavriil”

- Biserica greco-catolică „Sfântul Nicolae”, construită în anul 1900 în locul Vechii biserici „Sf. Nicolae”.
- Biserica ortodoxă „Sfinții Arhangheli Mihail și Gavriil”, construită între anii 2004 și 2006, după planurile arhitectului Romulus Zamblău. Biserica are formă de cruce greacă, cu abside laterale; naosul este acoperit de o turlă străpunsă, de formă octogonală și are opt ferestre pe fiecare parte. Alte două turle, de formă circulară, se află deasupra tindei, una dintre ele servind drept clopotniță. Altarul este acoperit de o boltă în formă de semicalotă și este luminat de două ferestre spre partea de răsărit. Lăcașul de cult a fost pictat în tehnica frescă de pictorul Ovidiu Pușcașiu din București, lucrare executată între anii 2006-2008. Iconostasul este sculptat în lemn de stejar, iar clopotele au fost realizate la o întreprindere metalurgică din Satulung, Maramureș. Biserica a fost sfințită în data de 12 iulie 2009 de episcopul Irineu Pop, pe atunci episcop vicar al Arhiepiscopiei Vadului, Feleacului și Clujului.[5]

## Obiective turistice
Printre principalele obiective turistice din zonă, se numără:
- Castelul medieval.
- Muzeul cu obiecte din perioada romană (demolat între timp).
- Rezervația "Pădurea Ciolt".

## Date economice
Ocupația de bază a locuitorilor este agricultura și creșterea animalelor domestice.

## Date demografice

### Structura pe etnii
| Aiton |       |        |          |            |
| Anul  | Total | Români | Maghiari | Alte etnii |
| 1850  | 1301  | 870    | 371      | 60         |
| 1880  | 1657  | 1048   | 532      | 77         |
| 1890  | 2018  | 1358   | 626      | 34         |
| 1900  | 2003  | 1382   | 621      | -          |
| 1910  | 2184  | 1487   | 642      | 55         |
| 1920  | 2067  | 1532   | 522      | 13         |
| 1930  | 2289  | 1695   | 557      | 37         |
| 1941  | 2413  | 1837   | 540      | 36         |
| 1966  | 1890  | 1433   | 456      | 1          |
| 1977  | 1453  | 1095   | 358      | -          |
| 1992  | 831   | 638    | 193      | -          |
| 2002  | 727   | 562    | 165      | -          |

### Structura confesională
| Aiton |       |           |                |                 |                   |                 |
| Anul  | Total | Ortodocși | Greco-Catolici | Romano-Catolici | Reformați-Calvini | Alte confesiuni |
| 1850  | 1301  | -         | 879            | 13              | 406               | 3               |
| 1857  | 1453  | -         | 978            | 8               | 466               | 1               |
| 1869  | 1550  | -         | 1550           | 17              | 504               | 10              |
| 1880  | 1657  | -         | 1657           | 18              | 558               | 13              |
| 1890  | 2018  | -         | 1346           | 16              | 635               | 47              |
| 1900  | 2003  | -         | 1346           | 24              | 601               | 32              |
| 1910  | 2184  | -         | 1508           | 18              | 635               | 23              |
| 1930  | 2289  | 12        | 1707           | 7               | 558               | 5               |
| 1992  | 831   | 545       | 82             | -               | 545               | 32              |
| 2002  | 727   | 180       | 352            | -               | 139               | 56              |

Saltul numeric în favoarea ortodocșilor între anii 1930-1992 se explică prin interzicerea în anul 1948 a Bisericii Greco-Catolice.

## Galerie de imagini

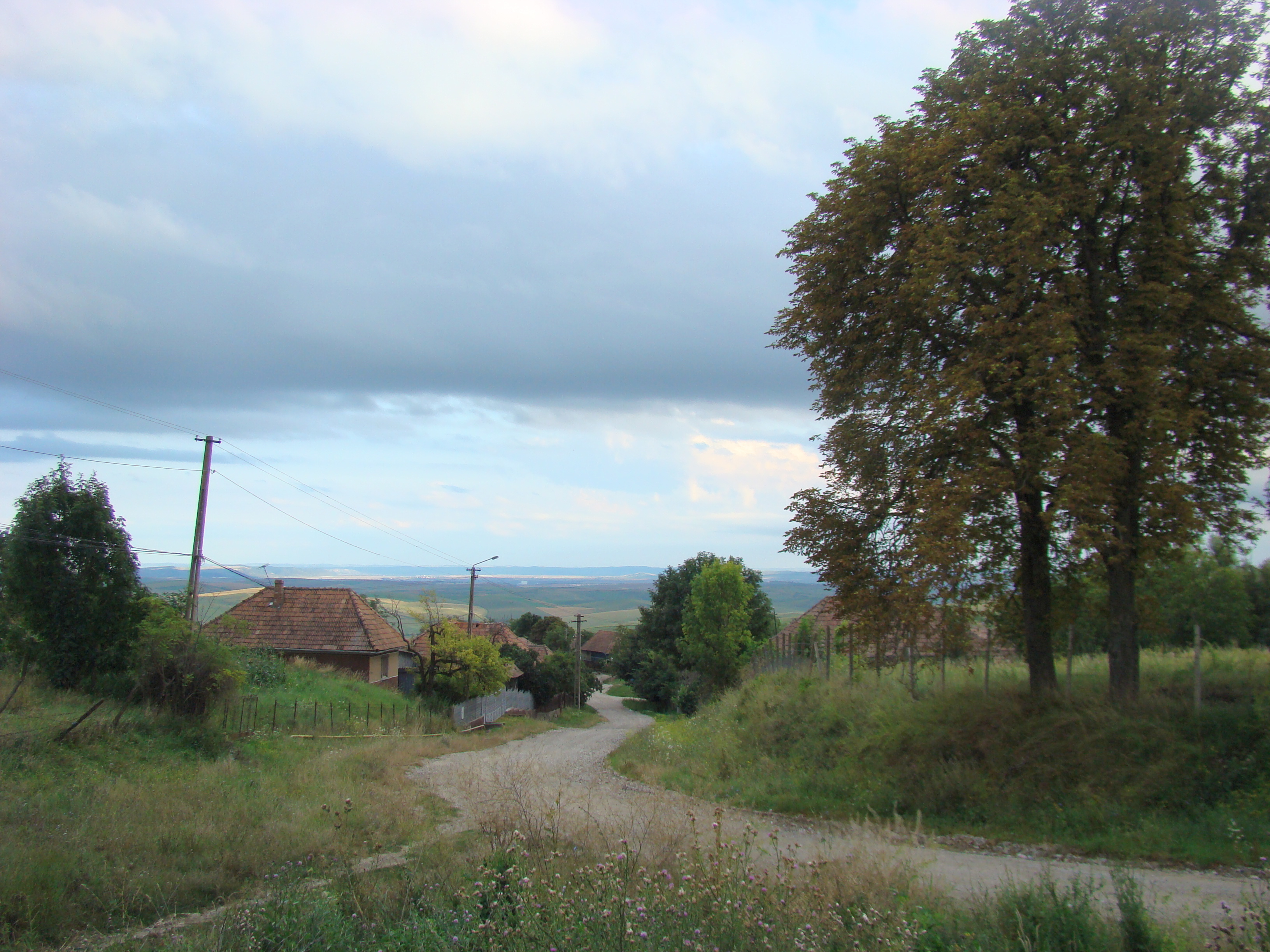
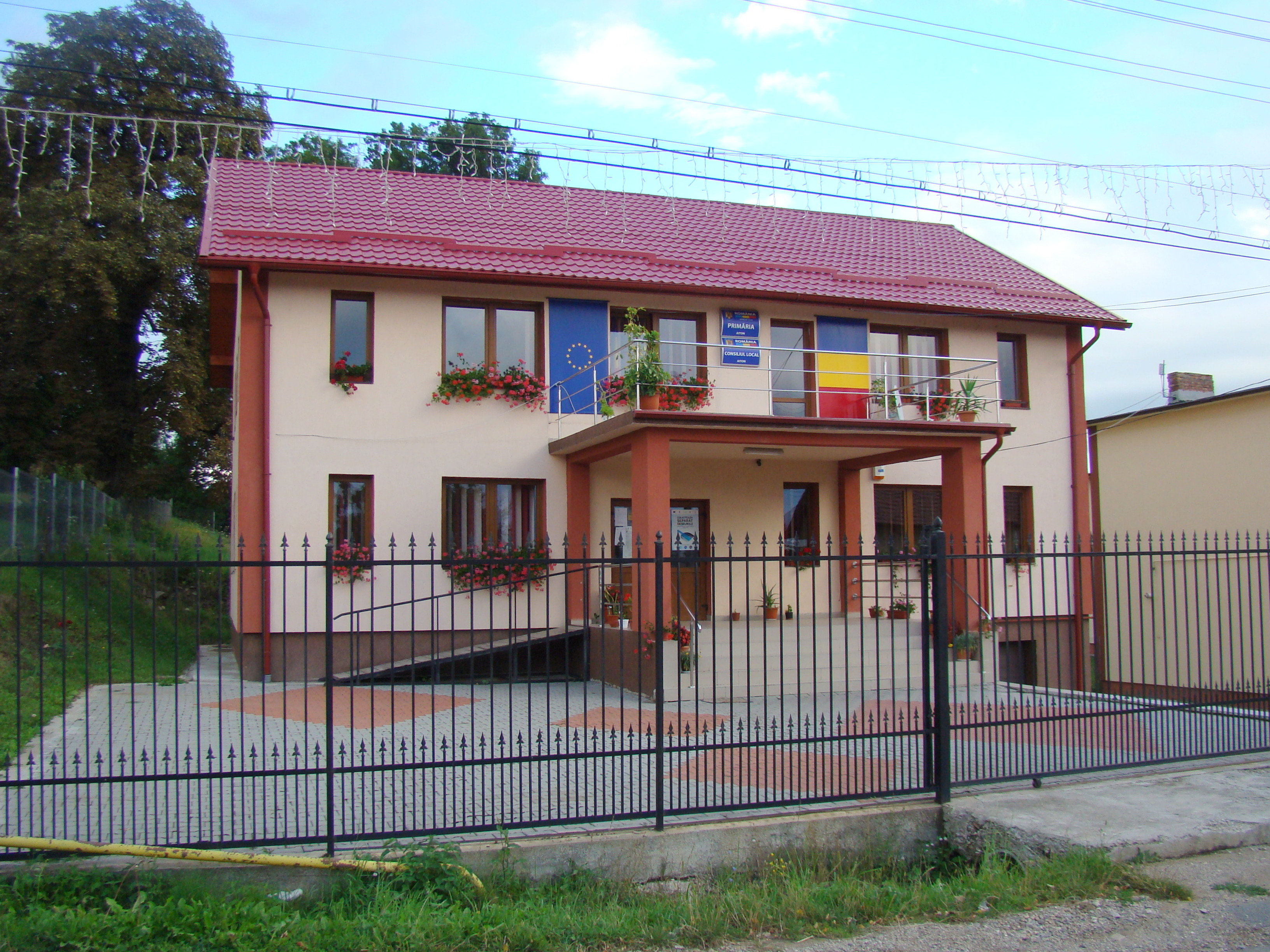
Primăria
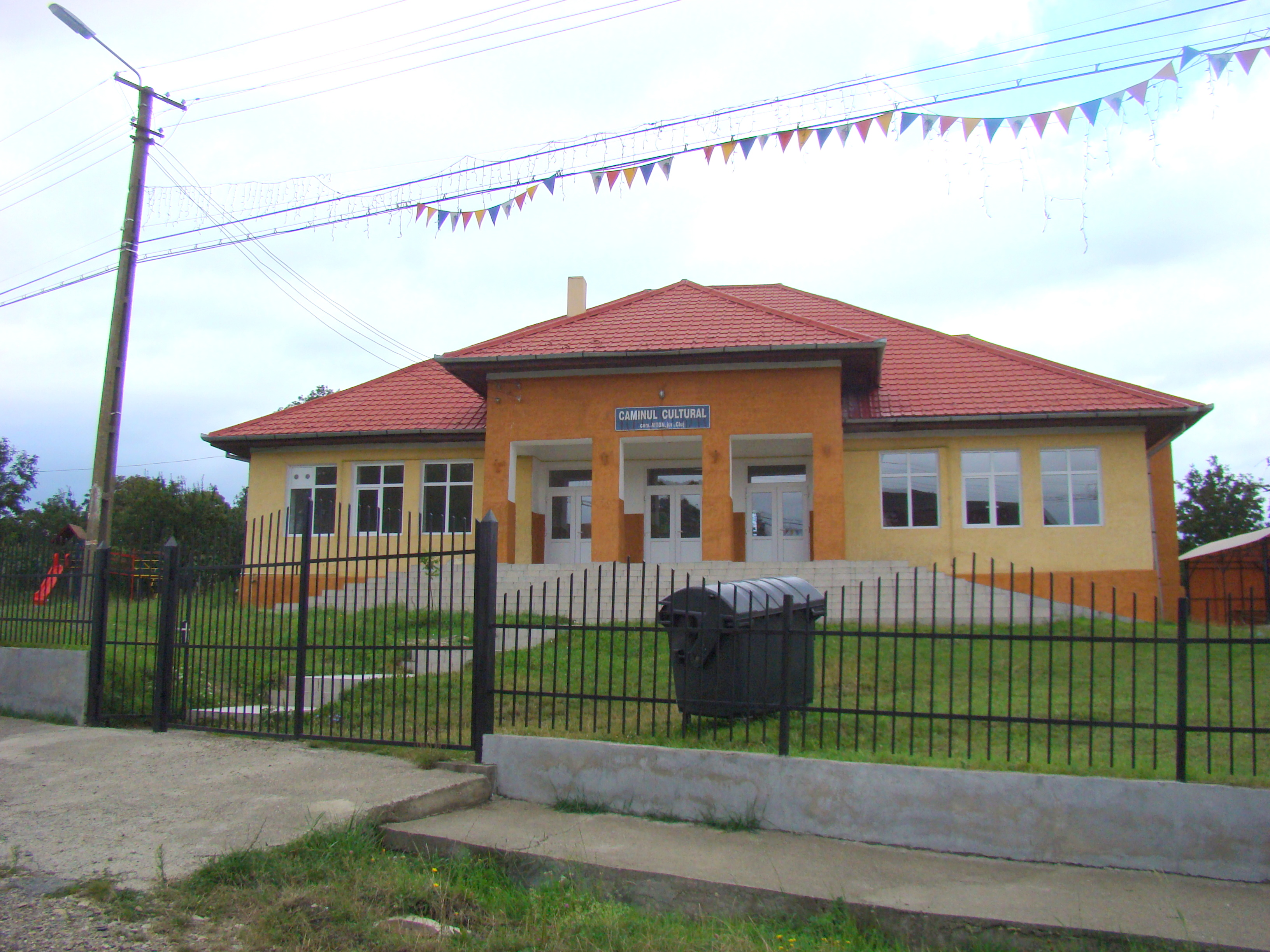
Căminul cultural
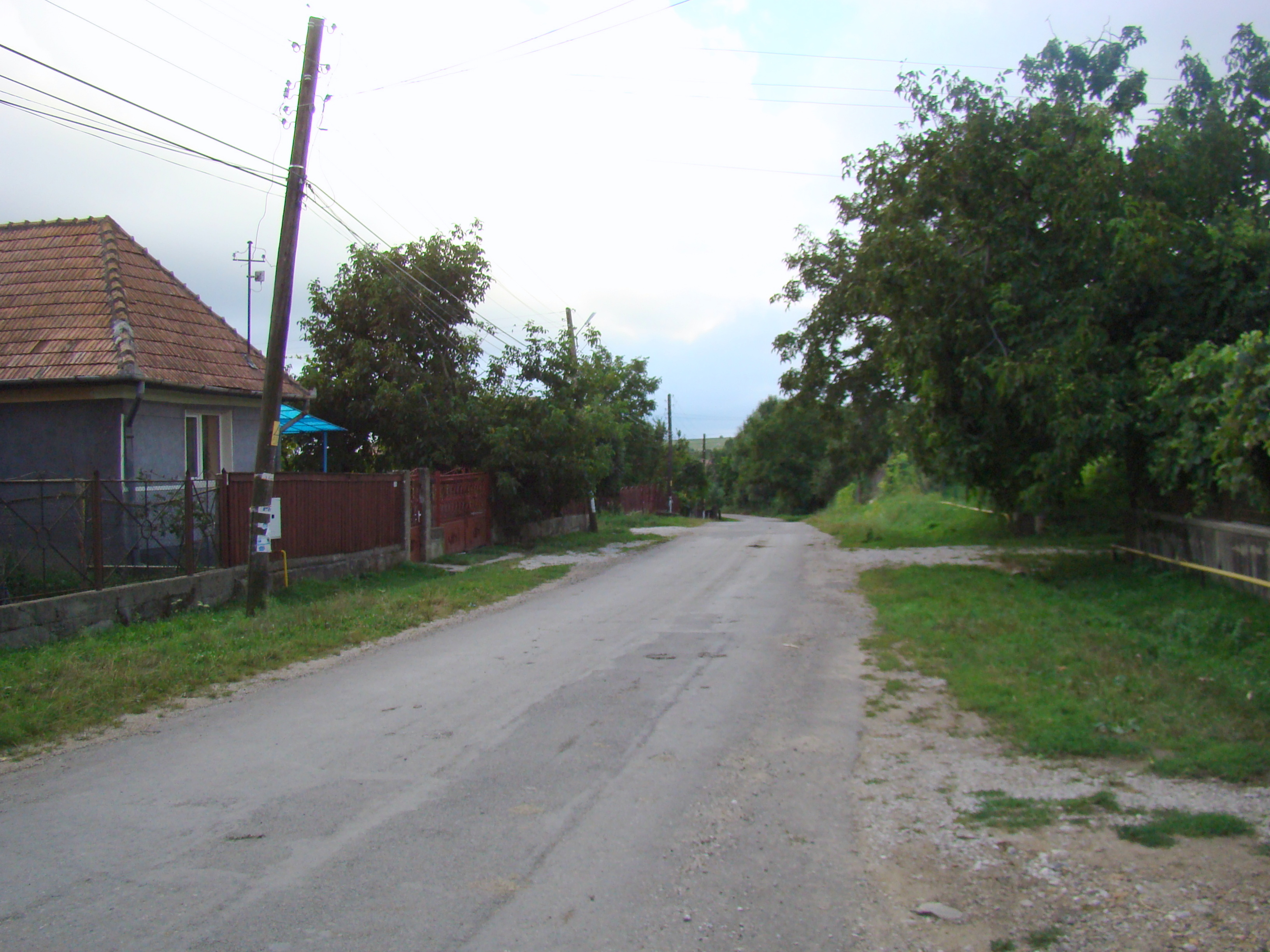
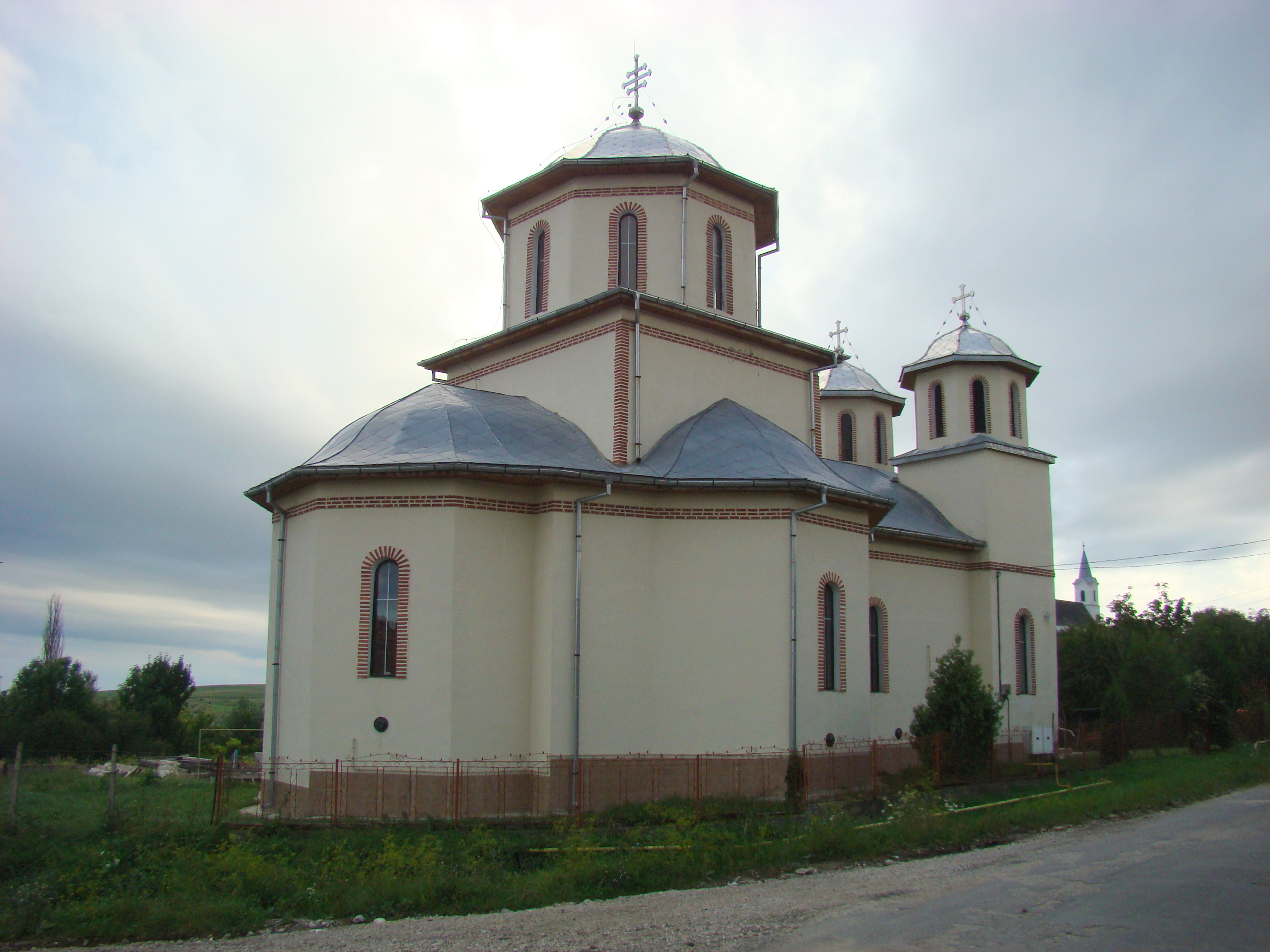
Biserica ortodoxă
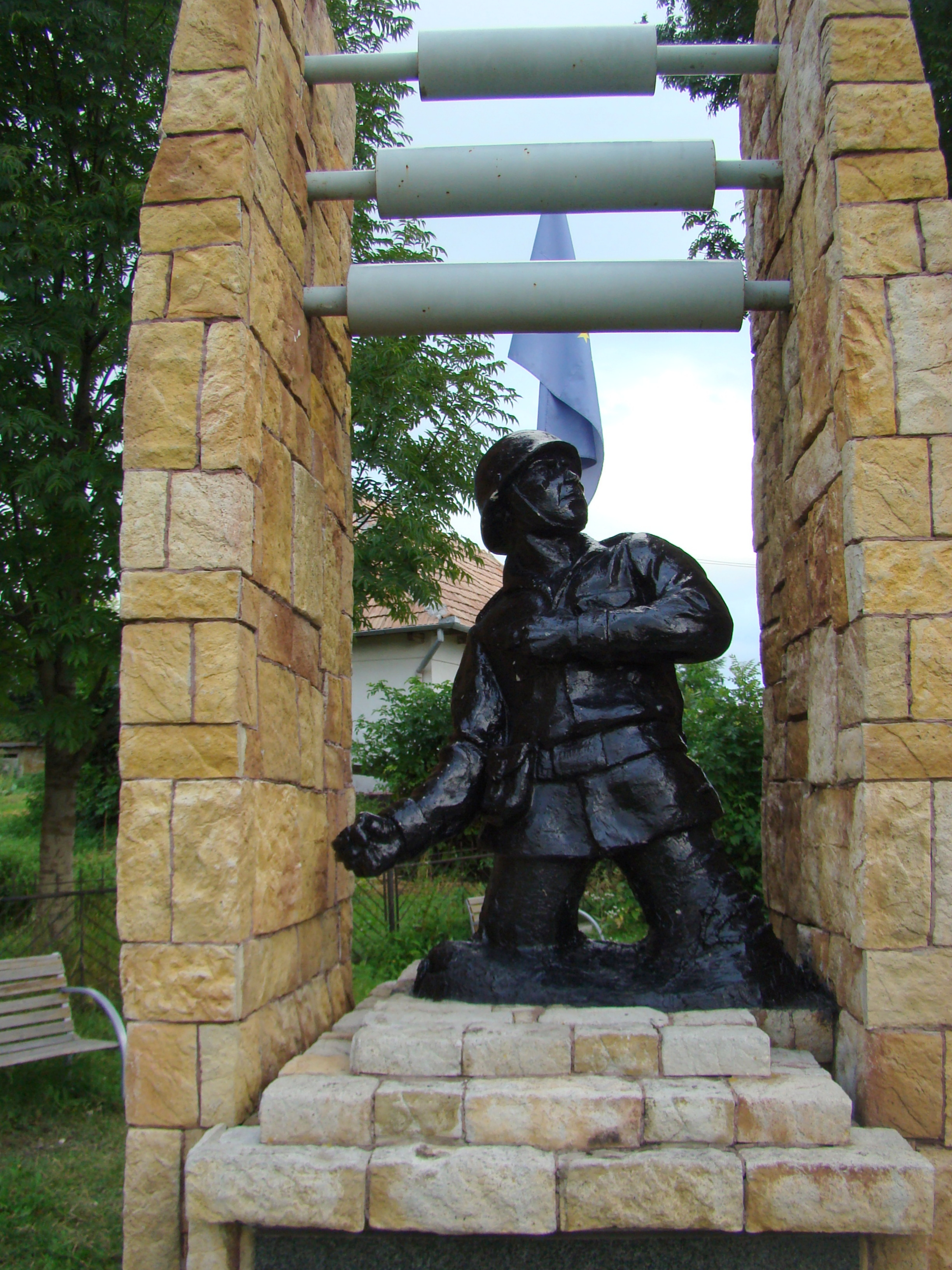
Monumentul Eroilor (detaliu)
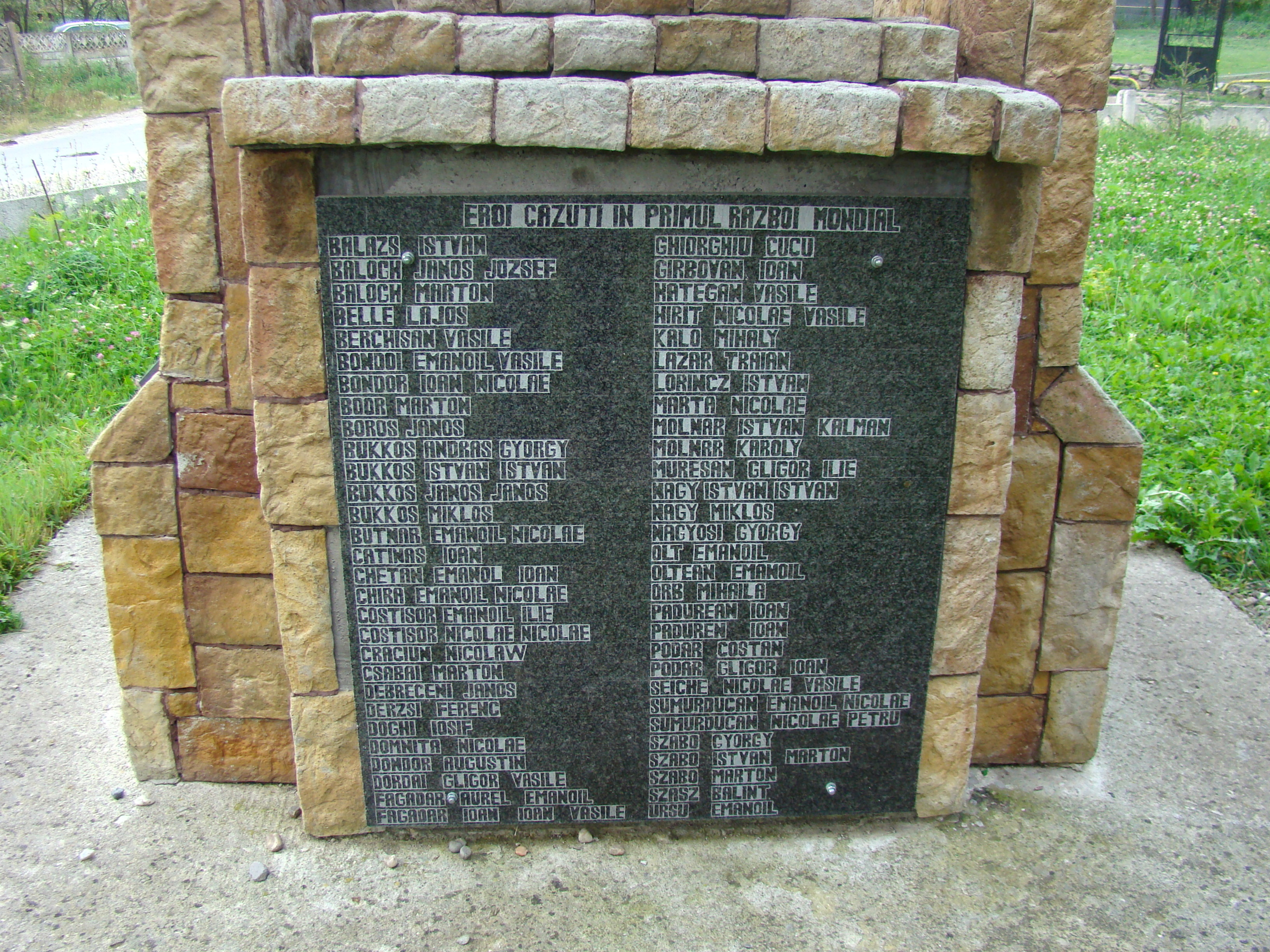
Monumentul Eroilor (detaliu)
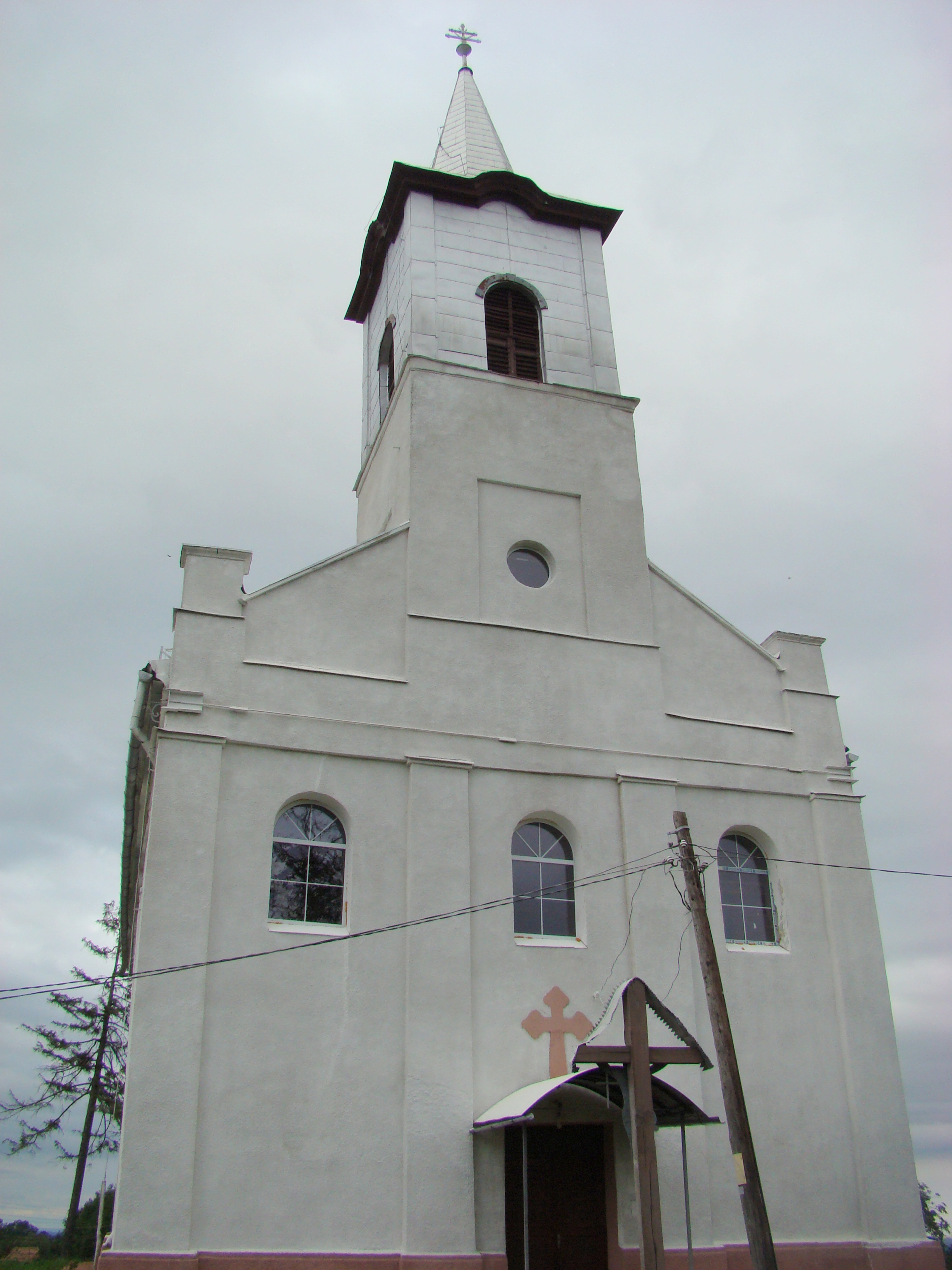
Biserica greco-catolică
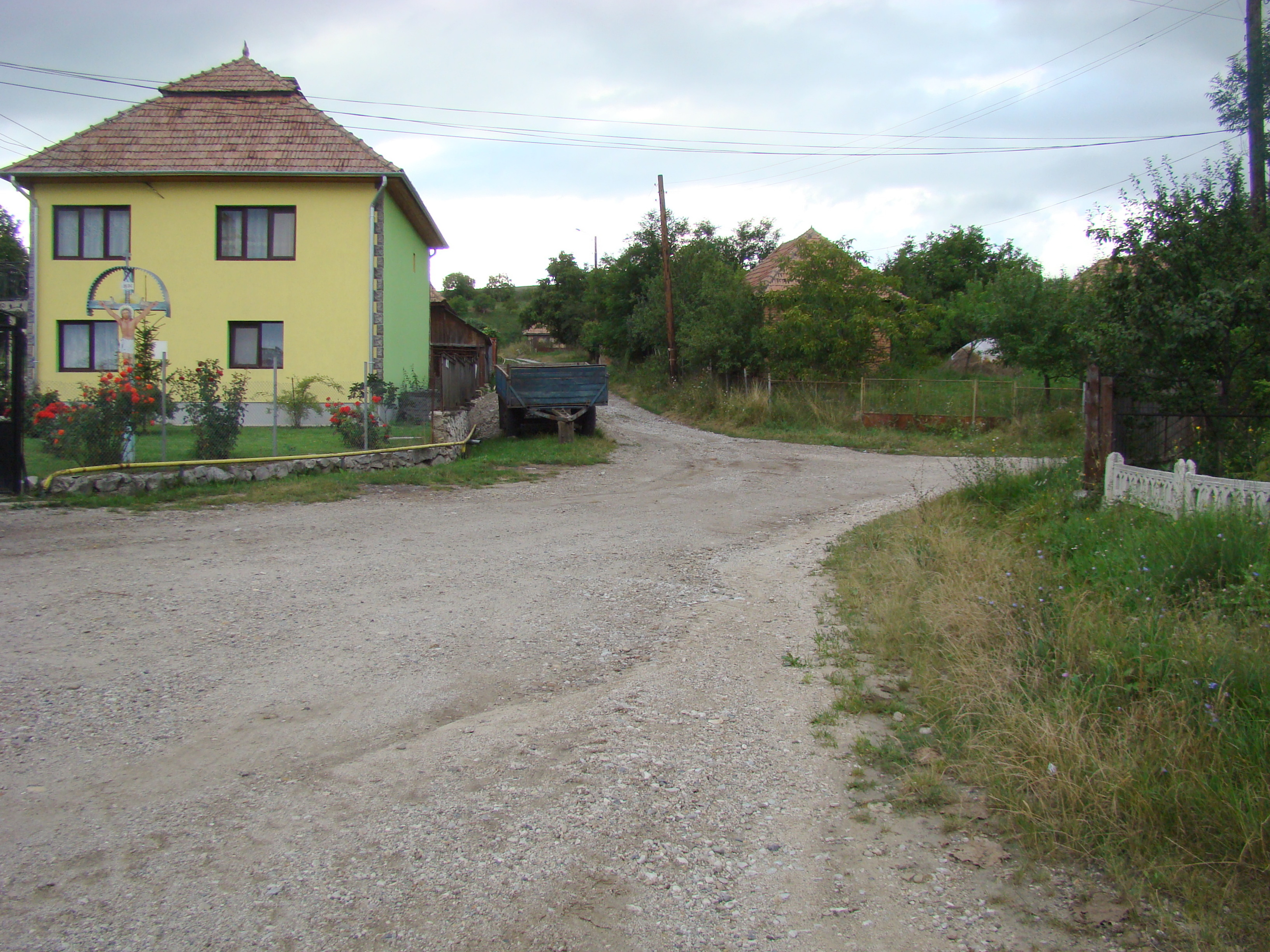
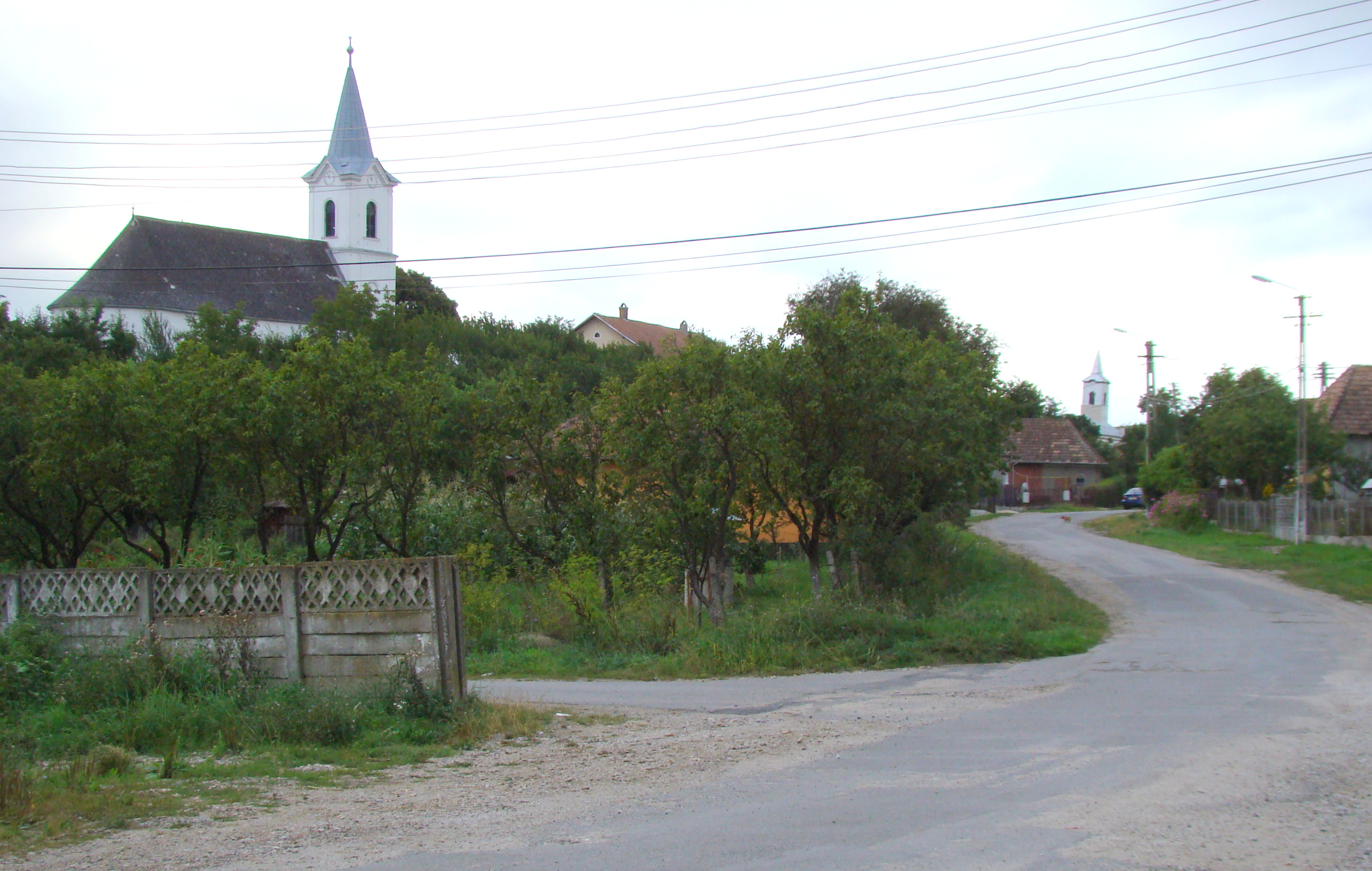
Biserica reformată (monument istoric)

## Legături externe
Materiale media legate de Aiton la Wikimedia Commons